# Фредерік фон Розенберг
Фредерік Ганс фон Розенберг (нім. Frederic Hans von Rosenberg; 26 грудня 1874, Берлін — 30 липня 1937, Фюрстенцель) — німецький політик і дипломат, Імперський міністр закордонних справ Веймарської республіки (1922-1923).

## Біографія
Розенберг був сином генерал-майора Йоганна фон Розенберга (1844–1913). Він відвідував гімназію Фрідріха Вільгельма в Берліні, міську школу у Вісмарі, гімназію великого князя Каролінум в Нойштреліці та королівську гімназію Вільгельма в Кенігсберзі. Після закінчення середньої школи він почав вивчати право та камеральні науки в Рейнському університеті імені Фрідріха Вільгельма. У 1894 році він був прийнятий до Корпусу Боруссії Бонн. Також навчався в Женевському університеті та Берлінському університеті імені Фрідріха Вільгельма. Після отримання ступеня доктора права працював дипломатом в Антверпені та Берліні. Він був членом німецької делегації та співпідписантом Брест-Литовського договору. У 1918—1919 рр. очолював політичний відділ у міністерство закордонних справ Німеччини. Він був послом Німеччини у Відні в 1920—1921 рр. і в Копенгагені в 1921—1922 рр.

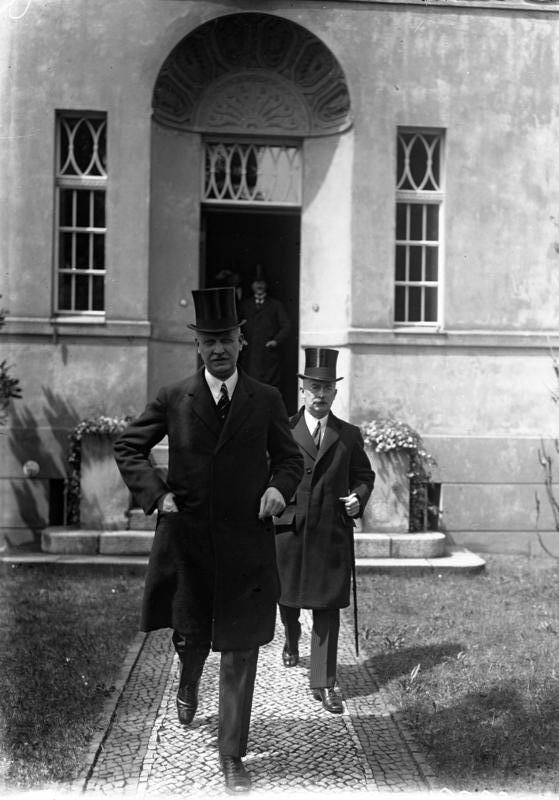
Вільгельм Куно (попереду) і Фредерік фон Розенберг у червні 1923 року

22 листопада 1922 року його призначили Імперським міністром закордонних справ Веймарської республіки у кабінеті  Вільгельма Куно. У своїй промові в Райхстаг Веймарської республіки 16 квітня 1923 року він заявив про готовність Німеччини відновити репарації, які були призупинені через окупацію Рура. Після відставки кабінету міністрів він залишив уряд Рейху в серпні 1923 року. У 1924 році став послом у Стокгольмі. З 1933 по 1935 рік був послом в Анкарі.
Він одружився з Марією Луїзою Генрієт Термен (1880–1958), донькою генерал-лейтенанта Шарля Філіпа Термена, у Касселі 5 листопада 1900 року. У пари народилися син і чотири дочки.